# Pemon

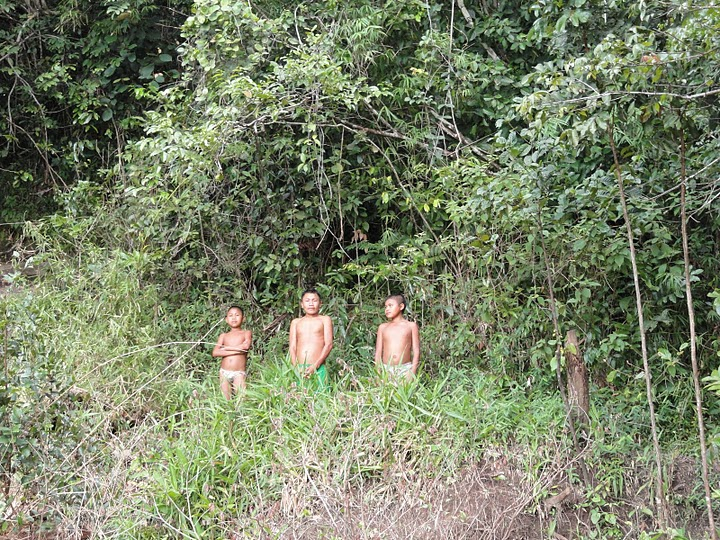
Tre giovani Pemon

I Pemon sono indigeni amerindi che vivono in Venezuela, Brasile e Guyana. La lingua da loro parlata, chiamata Pemon, è una lingua caraibica parlata principalmente in Venezuela, nella regione della Gran Sabana. Altri nomi usati per i lingua madre Pemon sono: Pemong, Arecuna, Aricuna, Jaricuna, Kamarakoto, Camaracoto, Taurepan, Taulipang, Makuxi, Macuxi, Macushi. Secondo il censimento del 2001 vi erano oltre 15.000 che parlavano Pemon in Venezuela.
I Pemon vennero incontrati per la prima volta da gente occidentale nel diciottesimo secolo, che tentarono di convertirli al cristianesimo. 
La loro società si basa sul commercio ed è considerata decentralizzata. In Venezuela i Pemon vivono nella Gran Sabana limitata dai tepui a sud.
In Brasile (parte settentrionale dello stato di Roraima) e in Guyana i Pemon vengono chiamati Macuxi.

## Mitologia
I Pemon possiedono una ricca tradizione di miti, portata avanti fino ai nostri tempi, nonostante ci fu la conversione di molti indigeni al cattolicesimo o al protestantesimo.
Nel pantheon vi sono gli dei che vivono nelle terre erbose in cima ai tepui.
Le montagne sono sacre e i mortali non possono salire, in quanto vi sono anche gli spiriti degli antenati chiamati "mawari".
Vi sono miti che descrivono le origini del Sole e della Luna, la creazione dei tepui, e le attività dell'eroe creatore Makunaima e dei suoi fratelli.
La prima persona che si dedicò allo studio della mitologia dei Pemon fu Theodor Koch-Grunberg, che visitò il Monte Roraima nel 1912.